# Саламбо (опера Мусоргского)
Саламбо, или Ливиец — первая опера, над которой Модест Мусоргский работал с 1863 по 1866 годы. Либретто на тему из карфагенской истории было написано самим композитором на сюжет одноимённого романа Флобера, который он прочитал в русском переводе в «Отечественных записках» в 1862 году. В приговоре Мато использован фрагмент стихотовения Аполлона Николаевича Майкова "Приговор (Легенда о Констанцском соборе)". Опера осталась незаконченной, а её фрагменты вошли в другие произведения Мусоргского, не исключая и «Бориса Годунова»[уточнить].

## Заимствования из «Саламбо»
- Хор «Эдип». На основе этого хора написан финал сцены похищения заинфа из храма Таниты
- «Борис Годунов»
  - Мотив «Всей силой неги, всей силой страсти» из сцены у фонтана в «Саламбо» звучал в хоре жриц в сцене в храме Таниты
  - Мотив «Ты ранишь сердце мне, жестокая Марина» из сцены у фонтана  в «Саламбо» звучал в начале сцены похищения заинфа
  - Мотив «Тяжка десница грозного судьи» из арии царя Бориса в «Саламбо» звучал в сцене жертвоприношения младенцев
  - Прославление Самозванца в сцене под Кромами в «Борисе Годунове» основано на музыке прославления Молоха в «Саламбо».
  - Монолог Мато в подземелье Акрополиса перекликается с рассказом Шуйского в сцене смерти царя Бориса
  - Сцена зачитывания приговора Мато была с небольшими изменениями перенесена в оперу «Борис Годунов» в сцене заседания бояр перед смертью царя Бориса
  - Финальная музыка смерти царя Бориса основана на теме Молоха из «Саламбо». В той же сцене «Бориса Годунова» используется мотив из сцены в храме Таниты.
- Хор «Иисус Навин» основан на двух темах, заимствованных из «Саламбо»: «Боевой песни ливийцев» и заключительной теме из сцены подземелья Акрополиса
- Симфоническая картина «Ночь на Лысой горе». В сцене, где народ провожает Саламбо на её подвиг, звучит этот фрагмент.
- Intermezzo In Modo Classico. Основная тема этого произведения использовалась для музыкальной характеристики Нарр-Аваса в «Саламбо»
- «Хованщина». Интерлюдия, звучащая в сцене изгнания князя Голицина, основана на вступлении к сцене в подземелье Акрополиса.

## Аудиозаписи
| Год  | Организация                                                         | Дирижёр              | Солисты | Издатель и каталожный номер                                                  | Примечания |
| ---- | ------------------------------------------------------------------- | -------------------- | --- | ---------------------------------------------------------------------------- | ---------- |
| 1980 | Хор и Национальный симфонический оркестр Итальянского радио (Милан) | Золтан Пешко         | Саламбо — Людмила Шемчук, Мато — Георгий Селезнёв, Балеарец, Спендий, Аминхар — Уильям Стоун, Первосвященник — Giorgio Surjan, 1-й пентарх — Джорджио Тьеппо, 2-й пентарх — Эфтимиос Михалопулос | CBS «Masterworks» 79253 (UK) (1981); CBS «Masterworks» MZ 36939 (USA) (1982) |            |
| 2003 | Хор и симфонический оркестр Баварского радио.                       | Мстислав Ростропович | И.Макарова, М.Дьяков, С.Сулейманов, С.Шеремет. |                                                                              |            |

Источник: 

## Редакции оперы
| Год         | Автор                 | Примечания |
| ----------- | --------------------- | --- |
| 1909        | Н.А. Римский-Корсаков | Редакция и оркестровка хора жриц |
| .           | В.Шебалин             | Частичная оркестровка авторского клавира |
| 1939        | П.Ламм                | Полное издание авторского клавира |
| 1979        | З.Пешко               | Полная оркестровка авторского клавира |
| 1991 - 2003 | В.Наговицин           | Полная оркестровка авторского клавира с добавленными номерами (две редакции романса "Ночь" и номер "Танец со змеёй", основанный на фрагменте из хора "Иисус Навин"). |
| 2018        | C.Медведев            | Драматургически полная редакция клавира, основанная на набросках Мусоргского.                                                                                        |